# Ecaterina Mihailovna, Mare Ducesă a Rusiei
Marea Ducesă Ecaterina Mihailovna a Rusiei (Ekaterina Mikhailovna Romanova, rusă Екатерина Михайловна 28 august 1827 – 12 mai 1894), a fost a treia din cele cinci fiice ale Marelui Duce Mihail Pavlovici al Rusiei, fiul cel mic al Țarului Pavel I. Mama ei a fost Prințesa Charlotte de Württemberg.

## Biografie
S-a născut la St. Petersburg. A avut două surori mai mari, Marea Ducesă Maria Mihailovna și Marea Ducesă Elisabeta. Cele două surori mai mici, Alexandra și Anna, au murit în copilărie.
La 6 februarie 1851 la St. Petersburg, Ecaterina s-a căsătorit cu Ducele Georg August de Mecklenburg-Strelitz (1824–76), al doilea fiu al lui Georg, Mare Duce de Mecklenburg-Strelitz (1779–1860) și a Prințesei Marie de Hesse-Kassel (1796–1880).  Ei au avut patru copii:
- Ducele Nikolaus (n./d. 11 iulie 1854)
- Ducesa Elena (16 ianuarie 1857 – 28 august 1936); s-a căsătorit cu Prințul Albert de Saxa-Altenburg; fără copii
- Ducele Georg Alexander (6 iunie 1859 - 5 decembrie 1909); s-a căsătorit morganatic cu Natalia Vanljarskaia. Este străbunicul Ducelui Georg Borwin de Mecklenburg care este actualul Șef al Casei de Mecklenburg-Strelitz.
- Ducele Carl Michael (17 iunie 1863 - 6 decembrie 1934); a renunțat la drepturile la succesiune în 1918.

A murit la St. Petersburg, la vârsta de 66 de ani.

## Arbore genealogic
1. 1 2  Ekaterina Mikhailovna Romanov, Grand Duchess of Russia, The Peerage, accesat în 9 octombrie 2017
2. ↑  The Peerage